# Codiocarpus
Codiocarpus es un género con dos especies de plantas  perteneciente a la familia Stemonuraceae. El género fue descrito por Richard Alden Howard y publicado en Brittonia  5: 56 en el año 1943.

## Especies
- Codiocarpus andamanicus (Kurz) R.A.Howard
- Codiocarpus merrittii (Merr.) R.A.Howard